# Epiphragma pupillatum
Epiphragma pupillatum är en tvåvingeart som beskrevs av Alexander 1913. Epiphragma pupillatum ingår i släktet Epiphragma och familjen småharkrankar. Inga underarter finns listade i Catalogue of Life.